# Bäk (Afghanistan)
Pour les articles homonymes, voir Bäk.
Bäk est un village de la province de Khost, en Afghanistan, au centre du district du même nom et à proximité immédiate de la frontière avec le Pakistan, à 1 137 m d'altitude.